# Carlos Maldonado (receveur)
Pour les articles homonymes, voir Carlos Maldonado (homonymie) et Maldonado.
Carlos Luis Maldonado (né le 3 janvier 1979 à Maracaibo, Zulia, Venezuela) est un ancien receveur des Ligues majeures de baseball.

## Carrière
Carlos Maldonado signe son premier contrat professionnel en 1995 avec les Mariners de Seattle. Il passe de nombreuses années dans les ligues mineures pour des équipes affiliées aux Mariners, aux Astros de Houston, aux White Sox de Chicago et aux Pirates de Pittsburgh avant de faire avec ces derniers ses débuts dans les majeures le 8 septembre 2006. Amené en cours de match pour remplacer Ronny Paulino au poste de receveur, Maldonado obtient ce jour-là son premier coup sûr au plus haut niveau, face au lanceur des Reds de Cincinnati, Gary Majewski. Il dispute huit matchs en fin de saison pour les Pirates, réussit deux coups sûrs et son premier but volé, mais est retiré sur des prises dix fois en 20 apparitions au bâton.
En 2007, il joue surtout en ligues mineures et est rappelé par Pittsburgh pour 13 parties, au cours desquelles il frappe deux coups de circuit et produit deux points. Son premier circuit dans le baseball majeur est réussi le 16 septembre aux dépens de Mark McLemore des Astros de Houston.
Après avoir passé l'entière saison de baseball 2008 avec les Indians d'Indianapolis, le club-école des Pirates, il rejoint comme agent libre les Red Sox de Boston, mais ceux-ci le confinent à leur équipe de ligue mineure à Pawtucket, en Ligue internationale, durant toute l'année 2009.
Maldonado rejoint les Nationals de Washington durant leur entraînement de printemps en 2010. Il ne joue que quatre parties avec eux pendant la saison 2010 et obtient une moyenne au bâton de,273 avec trois coups sûrs dont un circuit en onze apparitions comme frappeur.

## Statistiques
| Saison | Équipe     | G  | AB | R | H  | 2B | 3B | HR | RBI | SB | BA   |
| ------ | ---------- | -- | -- | - | -- | -- | -- | -- | --- | -- | ---- |
| 2006   | Pittsburgh | 8  | 19 | 0 | 2  | 0  | 0  | 0  | 0   | 1  | .105 |
| 2007   | Pittsburgh | 13 | 24 | 2 | 5  | 1  | 0  | 2  | 4   | 0  | .208 |
| 2010   | Washington | 4  | 11 | 1 | 3  | 0  | 0  | 1  | 3   | 0  | .273 |
| Totaux | Totaux     | 25 | 54 | 3 | 10 | 1  | 0  | 3  | 7   | 1  | .185 |

Note : G = Matches joués ; AB = Passages au bâton; R = Points ; H = Coups sûrs ; 2B = Doubles ; 3B = Triples ; 
HR = Coup de circuit ; RBI = Points produits ; SB = Buts volés ; BA = Moyenne au bâton.